# Пинии Рима
«Пинии Рима» (итал. Pini di Roma), P 141 ― четырёхчастная симфоническая поэма для оркестра, написанная в 1924 году итальянским композитором Отторино Респиги. Является второй поэмой, составляющей так называемую «Римскую трилогию» ― наряду с композициями «Фонтаны Рима» (1916) и «Римские празднества» (1928). Поэма была впервые опубликована издательством «Casa Ricordi» в 1925 году.

## Структура
Произведение состоит из четырёх частей, для каждой из которых Респиги написал программные примечания:

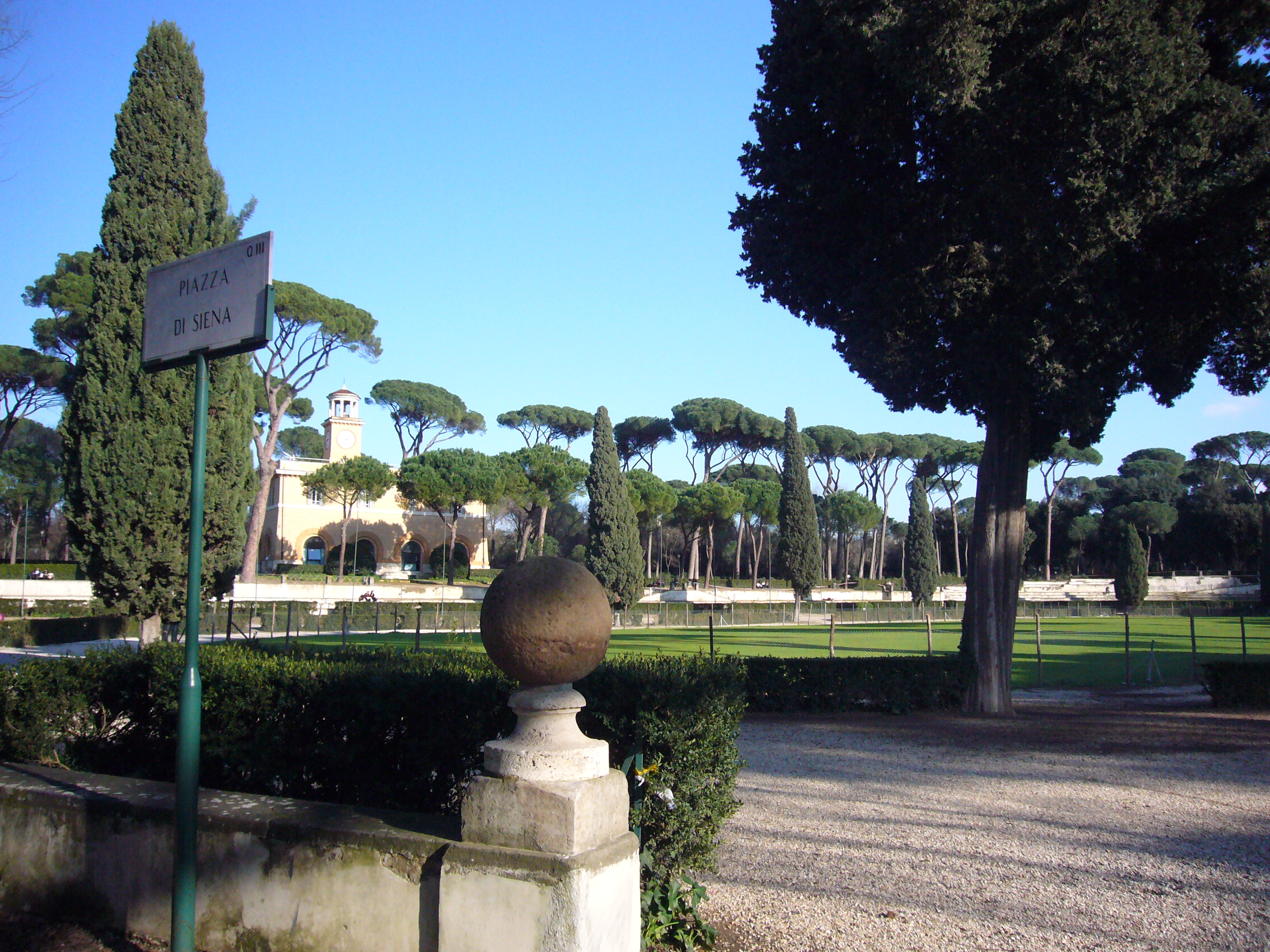
Пинии в садах виллы Боргезе

- Пинии виллы Боргезе (итал. I Pini di Villa Borghese) ― композитор рисует картину игры детей. В этой части между собой «перекликаются» деревянные и медные духовые инструменты.

- Пинии возле катакомбы (итал. I Pini presso una Catacomba) ― мрачная сцена, которая ближе к концу части перерастает в древний гимн «Sanctus». Инструменты с низким тембром звучания иллюстрируют подземную природу катакомб, а тромбоны и валторны изображают пение священников.

- Пинии холма Яникул (итал. I Pini del Gianicolo) ― начинается с соло кларнета, которое воспроизводит ночную атмосферу мелодии. Эта часть написана в стиле ноктюрна, главными инструментами при исполнении которого являются арфа и челеста.

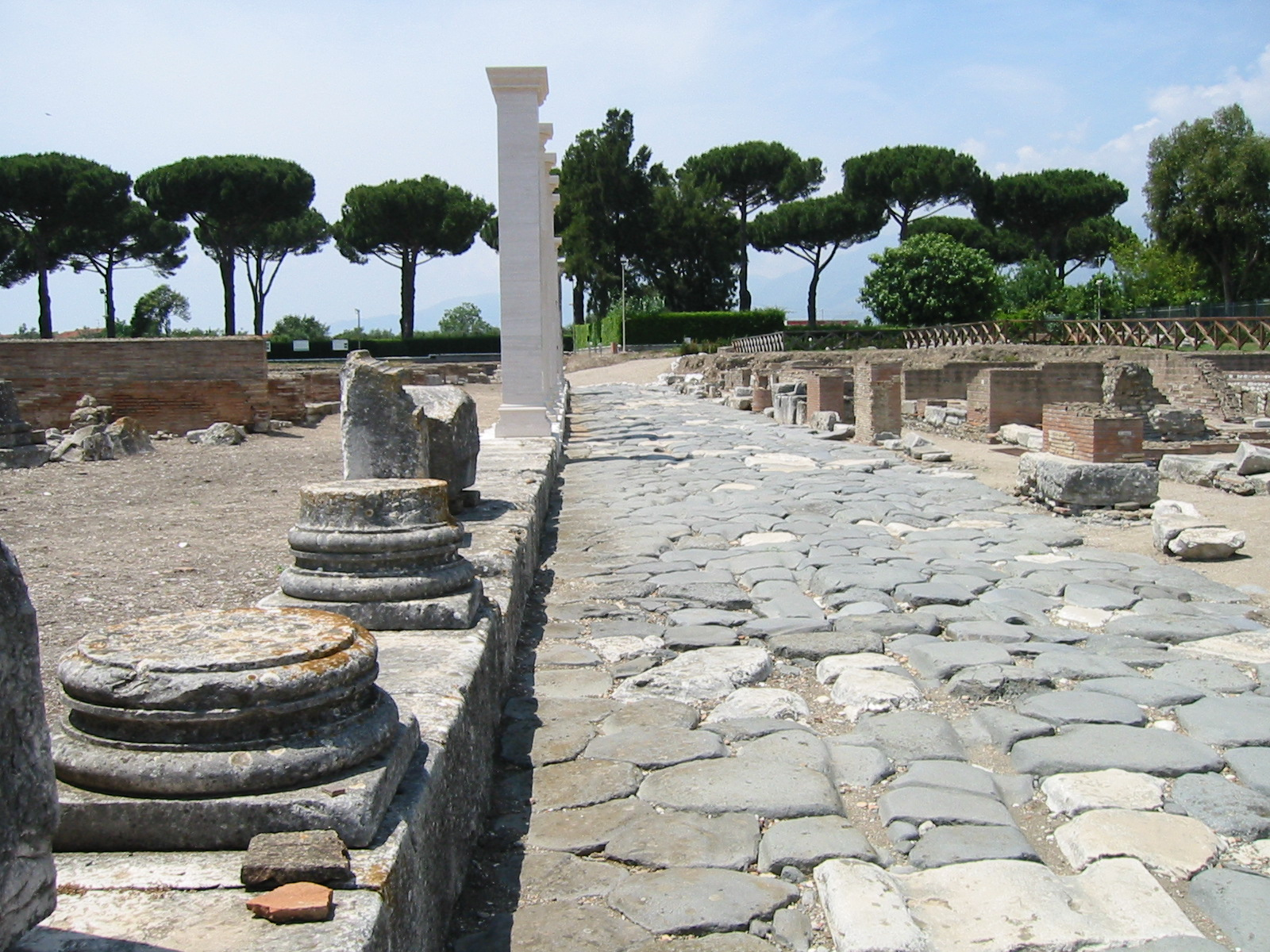
Пинии Аппиевой дороги

- Пинии Аппиевой дороги (итал. I Pini della Via Appia) ― Респиги изображает римские легионы, с триумфом входящие в город на рассвете. Именно в этой части звучат буцины, партию которых иногда исполняют на флюгельгорнах. Звучание труб олицетворяет подъём армии на Капитолийский холм.

Типичная продолжительность пьесы составляет около 20 минут.

## Исполнительский состав
Композиция написана для оркестра, состоящего из следующих инструментов:
Деревянные духовые
3 флейты
2 гобоя
английский рожок
2 кларнета in B♭ и in A
бас-кларнет
2 фагота
контрафагот
Медные духовые
4 валторны in F и in E
3 трубы in B♭
2 теноровых тромбона
бас-тромбон
контрабасовый тромбон
6 буцин in B♭ (2 сопрано, 2 тенора, 2 баса)
Ударные
литавры
большой барабан
малый барабан
тарелки
тамтам
треугольник
трещотка
бубен
колокольчики
Клавишные
орган
фортепиано
челеста
Струнные
арфа
скрипки
альты
виолончели
контрабасы

## Премьера
Премьера произведения состоялась в театре Августео 14 декабря 1924 года в исполнении оркестра Национальной академии Санта-Чечилия под управлением Бернардино Молинари. Жена композитора Эльза вспоминала, что «финальные такты пьесы были затоплены бурными аплодисментами публики», и второе выступление было организовано 28 декабря при полном аншлаге. Американская премьера поэмы состоялась 14 января 1926 года, во время первого концерта Артуро Тосканини на посту дирижёра Нью-Йоркского филармонического оркестра. На следующий день произведение было исполнено Филадельфийским оркестром под управлением самого Респиги, прибывшего в Соединённые Штаты в декабре 1925 года.